# Siczowe
Siczowe (ukr.  Січове) – osiedle na Ukrainie, w obwodzie zaporoskim, w rejonie melitopolskim, w hromadzie Jakymiwka. W 2001 liczyło 892 mieszkańców, spośród których 668 wskazało jako ojczysty język ukraiński, 204 rosyjski, 4 krymskotatarski, 1 mołdawski, 1 bułgarski, 2 białoruski, 11 gagauski, a 1 inny. Do 2024 nosiło nazwę Peremożne.